# Idioma pwapwâ
El pwapwâ, poapoa o pwapwa es una lengua austronesia hablada mayoritariamente por 40 personas en la Provincia Septentrional de Nueva Caledonia en el Municipio de Voh según censo 2006.
Su código ISO 639-3 es pop. 

## Estatus
Se encuentra seriamente dañado por la presencia del  jawe, el  yuanga  y el  francés. Se considera en vías de extinción. 